# Albert Costa
Este artículo trata sobre el jugador de tenis. Para el piloto de carreras véase Albert Costa Balboa.
Albert Costa Casals (Lérida, 25 de junio de 1975) es un extenista español, retirado en 2006. Desde diciembre de 2008 hasta diciembre de 2011 ha sido el capitán del equipo español de Copa Davis, cargo al que renunció, después de que el equipo español consiguiera el triunfo en Sevilla a principios de ese mismo mes contra Argentina.

## Torneos de Grand Slam

### Campeón individuales (1)
| Año  | Campeonato    | Oponente en la final | Resultado en final |
| 2002 | Roland Garros | Juan Carlos Ferrero  | 6-1 6-0 4-6 6-3    |

## Títulos (13)

### Individuales (12)
| Leyenda                |
| Grand Slam (1)         |
| Tennis Masters Cup (0) |
| ATP Masters Series (1) |
| ATP Tour (10)          |

| N.º | Fecha                    | Torneo               | Superficie    | Oponente en la final | Resultado              |
| --- | ------------------------ | -------------------- | ------------- | -------------------- | ---------------------- |
| 1.  | 6 de agosto de 1995      | Kitzbühel            | Tierra batida | Thomas Muster        | 4-6 6-4 7-6(3) 2-6 6-4 |
| 2.  | 14 de julio de 1996      | Gstaad               | Tierra batida | Félix Mantilla       | 4-6 7-6(2) 6-1 6-0     |
| 3.  | 11 de agosto de 1996     | San Marino           | Tierra batida | Félix Mantilla       | 7-6(7) 6-3             |
| 4.  | 15 de septiembre de 1996 | Bournemouth          | Tierra batida | Marc-Kevin Goellner  | 6-7(4) 6-1 6-2         |
| 5.  | 20 de abril de 1997      | Barcelona            | Tierra batida | Albert Portas        | 7-5 6-4 6-4            |
| 6.  | 14 de septiembre de 1997 | Marbella             | Tierra batida | Alberto Berasategui  | 6-3 6-2                |
| 7.  | 10 de mayo de 1998       | Hamburgo TMS         | Tierra batida | Álex Corretja        | 6-2 6-0 1-0 ret.       |
| 8.  | 2 de agosto de 1998      | Kitzbühel            | Tierra batida | Andrea Gaudenzi      | 6-2 1-6 6-2 3-6 6-1    |
| 9.  | 11 de abril de 1999      | Estoril              | Tierra batida | Todd Martin          | 7-6(4) 2-6 6-3         |
| 10. | 11 de julio de 1999      | Gstaad               | Tierra batida | Nicolás Lapentti     | 7-6(4) 6-3 6-4         |
| 11. | 1 de agosto de 1999      | Kitzbühel            | Tierra batida | Fernando Vicente     | 7-5 6-2 6-7(5) 7-6(4)  |
| 12. | 9 de junio de 2002       | Roland Garros, París | Tierra batida | Juan Carlos Ferrero  | 6-1 6-0 4-6 6-3        |

### Finalista en individuales (9)
- 1995: Casablanca (pierde ante Gilbert Schaller) (Austria).
- 1995: Estoril (pierde ante Thomas Muster) (Austria).
- 1996: Dubái (pierde ante Goran Ivanišević) (Croacia).
- 1996: Monte Carlo TMS (pierde ante Thomas Muster) (Austria).
- 1998: Roma TMS (pierde ante Marcelo Ríos) (Chile).
- 1998: Bournemouth (pierde ante Félix Mantilla) (España).
- 2001: Kitzbühel (pierde ante Nicolás Lapentti) (Ecuador).
- 2002: Barcelona (pierde ante Gastón Gaudio) (Argentina).
- 2002: Amersfoort (pierde ante Juan Ignacio Chela) (Argentina).

### Dobles (1)
| Leyenda                |
| Grand Slam (0)         |
| Tennis Masters Cup (0) |
| ATP Masters Series (0) |
| ATP Tour (1)           |

| N.º | Fecha              | Torneo      | Superficie | Pareja       | Oponentes en la final      | Resultado   |
| --- | ------------------ | ----------- | ---------- | ------------ | -------------------------- | ----------- |
| 1.  | 9 de enero de 2005 | Doha, Catar | Dura       | Rafael Nadal | Andrei Pavel Mijaíl Yuzhny | 6-3 4-6 6-3 |

### Actuación en los Grand Slam (individuales)
| Torneo               | 2005 | 2004 | 2003 | 2002 | 2001 | 2000 | 1999 | 1998 | 1997 | 1996 | 1995 | 1994 | Acumulado |
| -------------------- | ---- | ---- | ---- | ---- | ---- | ---- | ---- | ---- | ---- | ---- | ---- | ---- | --------- |
| Abierto de Australia | 1R   | 3R   | 3R   | 4R   | -    | 1R   | 1R   | 2r   | CF   | 2R   | -    | -    | 0         |
| Roland Garros        | 1R   | 3R   | SF   | G    | 1R   | CF   | 3R   | 4R   | 3R   | 2R   | CF   | 1R   | 1         |
| Wimbledon            | -    | 1R   | -    | -    | -    | -    | 1R   | 2R   | -    | 2R   | -    | 1R   | 0         |
| US Open              | 1R   | -    | 2R   | 2R   | 4R   | 2R   | 1R   | 1R   | 1R   | 1R   | -    | 1R   | 0         |
| Tennis Masters Cup   | -    | -    | -    | RR   | -    | -    | -    | RR   | -    | -    | -    | -    | 0         |

## Otros datos
- Obtuvo la medalla de bronce en los Juegos Olímpicos de Sídney en 2000 en la modalidad de dobles, junto a Álex Corretja.

- Ha representado a España en el World Team Championship de Düsseldorf en los años 1996, 1997, 1999, 2000, 2002 y 2004 con un balance de 10-7 y haciendo campeona a España junto a Félix Mantilla, Tomás Carbonell y Francisco Roig.

- Ha formado parte del equipo español de la Copa Davis desde 1996 hasta 2000, el 2003 y el 2005, siendo campeón en el año 2000. Su balance total es de 11-8 (en individuales 9-5 y en dobles 2-3). Además, fue capitán entre 2008 y 2011 consiguiendo que el equipo ganara la competición en su último año

- Ha sido presentado como nuevo director del Centro Internacional de Tennis de Cornellà de Llobregat (Barcelona), cargo que tomara a partir de noviembre de 2008, cargo del que es cesado el 22 de febrero de 2012.
- Durante su carrera trabajó con marcas como Prince (raquetas) y Nike (ropa)